# Рица (дача)
Дача И. В. Сталина «Рица» (также дача «Рица», госдача № 5) — дача И. В. Сталина, построенная в 1947 году. Дача находится на северном берегу озера Рица, Гудаутский район, Абхазия. Дача доступна для посещения.

## История
В 1937 году построили небольшой охотничий домик для партийной верхушки на берегу озера Рица в Абхазии. 16 октября 1946 года принято постановление Совета Министров СССР за № 2323-985с (с - значит «секретно») «О строительстве объектов государственной дачи № 5 в районе озера Рица».  Домик разобрали и построили дачу специально для Сталина в  июле 1947 года. На территории был построен главный дом № 2, отделанный ценными породами дерева с центральным отоплением, горячим и холодным водоснабжением, санитарной техникой, трехкамерным холодильником и 6 электробойлерами. Также была построена плавучая веранда на озере площадью 230 квадратных метров, с переходным мостиком к главному дому. Были проведены парковые работы на площади 8,5 гектара с подсыпкой чернозёмом, устройством парковых дорожек, высадкой деревьев и кустарников, построены фонтаны и разбиты клумбы. Территория освещалась электросветильниками и была обеспечена поливным водопроводом. 
17 октября 1946 года МВД СССР было получено постановление Совета Министров СССР  «О строительстве объектов государственной дачи № 5 в районе озера Рица», которым возложили на МВД  строительство автомобильной дороги по берегу озера Рица протяжением 7 км и от озера Рица до долины Уатхара, протяжением 16—20 км. Работы по строительству щебёночной дороги до долины Уатхара закончились в начале сентября 1949 года. Общая стоимость дороги составила 16,5 млн рублей.   

Особняк Сталина вписан  в окружающий ландшафт и сохранился почти в неизменном виде. Дача возведена на возвышенности в окружении вековых сосен. Площадь особняка  500 кв. метров. Фасад покрашен в зеленый цвет. Строительством дачи занимался совершенно незнакомый Сталину человек Мигран Оганесович Мержанянц, который был рекомендован советским военачальником Ворошиловым К. Е. За планировку дачи и ее внутреннее убранство отвечал архитектор Андрей Константинович Буров. 

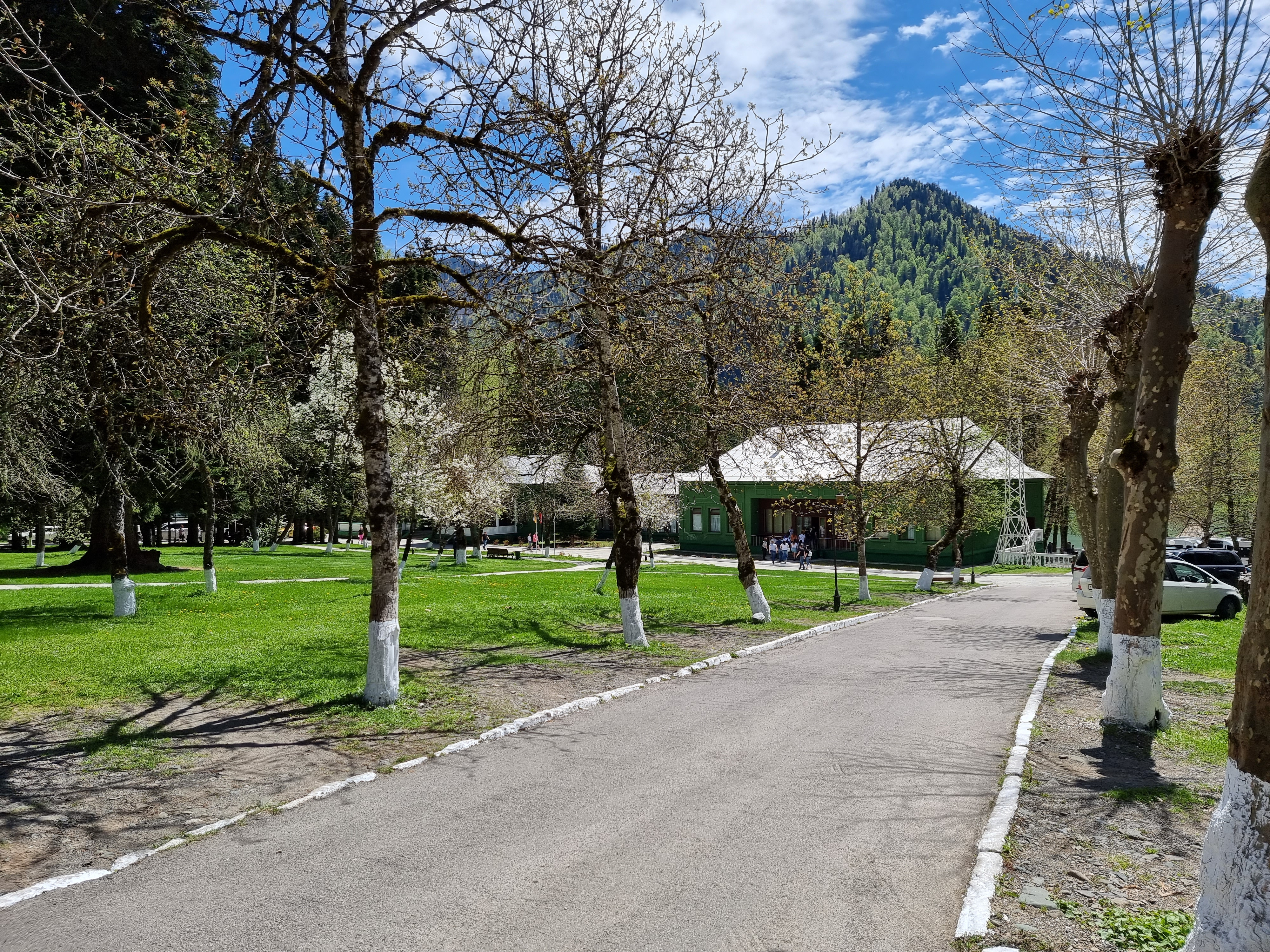

По распоряжению Сталина примерно в 3 км от дачи за короткие сроки была построена ГЭС, чтобы бесперебойно обеспечивать электричеством  объект. Дача на Рице охранялась по периметру около 60 гектаров несколькими десятками офицеров. Когда вождь лично приезжал отдыхать в Абхазию, охрана усиливалась в несколько раз.
На территории находятся домики для охраны и обслуживающего персонала, которые в настоящее время используются как гостиницы.
Сталин успел побывать на этой даче всего пять раз для отдыха. После смерти Сталина дачей пользовались также Н. Хрущёв и Л. Брежнев.

## Интерьер
Во внутренней отделке всех помещений использованы только натуральные материалы, преимущественно дерево разных пород: самшит, сосна, орех, береза и др. Вся мебель делалась по спецзаказу под невысокий рост генсека. На первом этаже сталинской дачи расположены холл, гостиная, столовая, несколько спален и ванная комната. В целях безопасности в каждом помещении были предусмотрены «тревожные кнопки», которые работают до сих пор. Обедал Иосиф Виссарионович за большим столом, который стоял в центре столовой. Стол всегда накрывали полностью, так как никто не мог знать, за какое место сядет хозяин дачи. Окна на даче Сталина сделаны из толстого хрусталя, чтобы через них не проходило тепло в жару, а в холодные дни — наоборот, чтобы тепло удерживалось внутри комнаты. Спальных комнат в сталинском особняке несколько. Площадь всех спален небольшая. Кровати также маленькие в соответствии с ростом вождя. Спал Сталин на матрасах из водорослей и лечебных трав.
Иосиф Виссарионович страдал агорафобией (боязнь открытых дверей, открытого пространства), поэтому в комнатах дачи двери всегда были закрыты и царил полумрак, чтобы вождь чувствовал себя комфортно. Ванных комнат на даче Сталина несколько. Купался лидер в специальной термованне небольшого размера, куда заливалась морская вода.
Дача имеет кинозал, где многим новым советским фильмам выносился вердикт. Сам генсек предпочитал смотреть комедии (например фильмы Чарли Чаплина). Во время просмотра кинолент он любил окружать себя детьми, так как дети не способны на обман и их реакции естественны. Если детям фильм нравился, он давал разрешение на запуск ленты в прокат.
Пищу для товарища Сталина готовили на кухне в отдельном помещении. Она была оборудована немецкими электроплитами, что в те времена было неимоверной роскошью и диковинкой. Продукты доставлялись из Москвы и перед отправкой проходили токсикологическую экспертизу в Лечебно-санаторном управлении Кремля, о чём составлялся документ с печатью и ставилась надпись, что ядовитых веществ не обнаружено. На даче рядом с кухней располагалась лаборатория, где врач-токсиколог проверял качество пищи, предназначенной для вождя и его соратников. В этой же лаборатории другой токсиколог проверял качество воздуха, которым дышал Сталин. В 1933 году товарищ Сталин дал распоряжение соорудить в лесу лестницу от дачи до пляжа. Через два года лестница была готова. В ней насчитывается 870 ступенек.

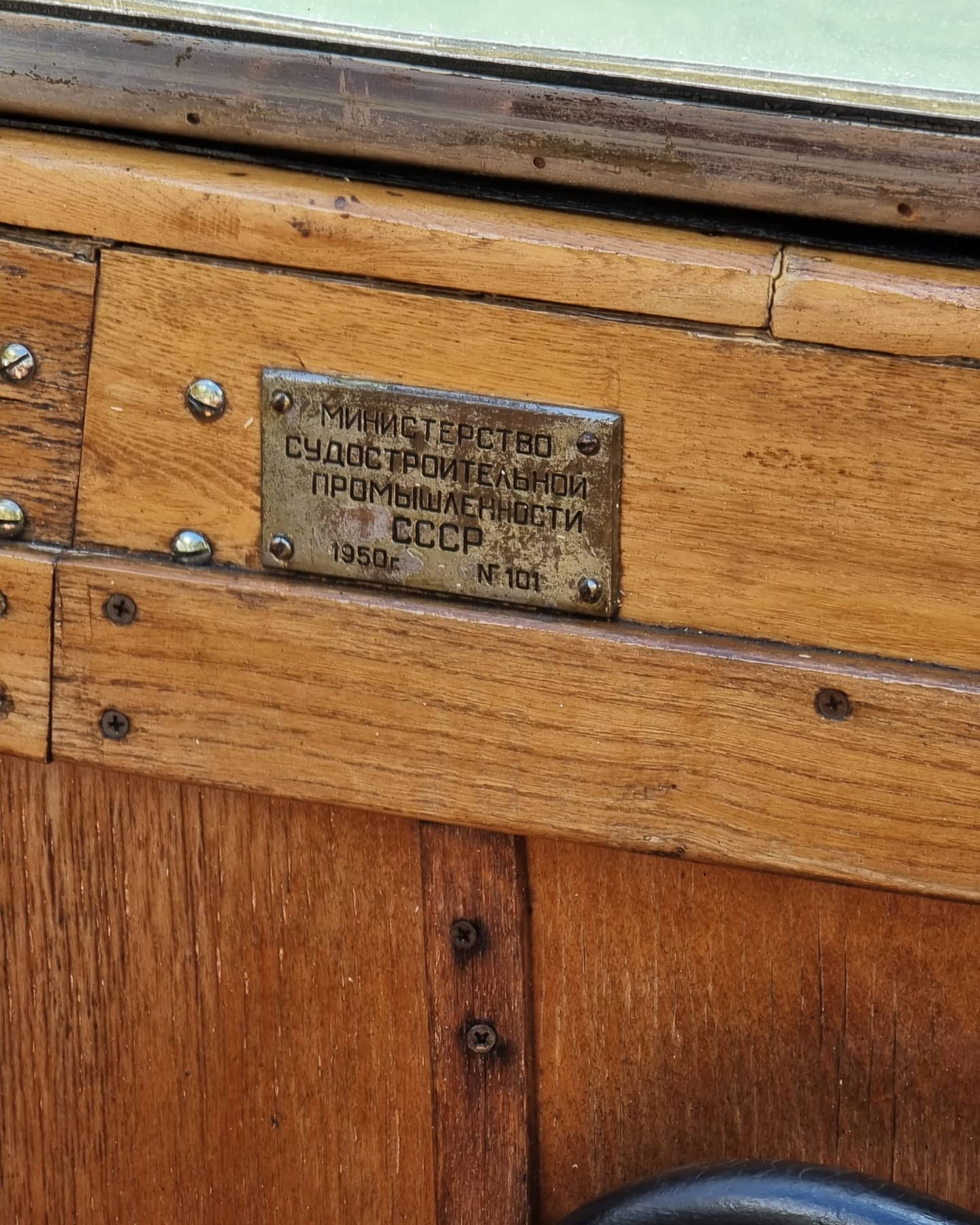

## Плавательные средства
Довоенный служебно-разъездной катер Тип К-ЗИС-5 производства Ленинградского ССЗ №5 выступал основным плавательным средством для прогулок по озеру Рица в период с 1947 до 1950 гг. . Для нужд Совмина, ЦК ВКП(б) и МГБ СССР с начала 1946 года было построено около 30 катеров К-ЗИС-5 в спецкомплектации, с высокими спинками сидений, отделкой тиком салона и тентом. Все эти катера имели белую окраску корпуса и красную ватерлинию. Фактически этот катер К-ЗИС-5 был базой для разработки катера проекта 370 У, который его заменил в СССР на всех речных, морских и озерных водоемах.

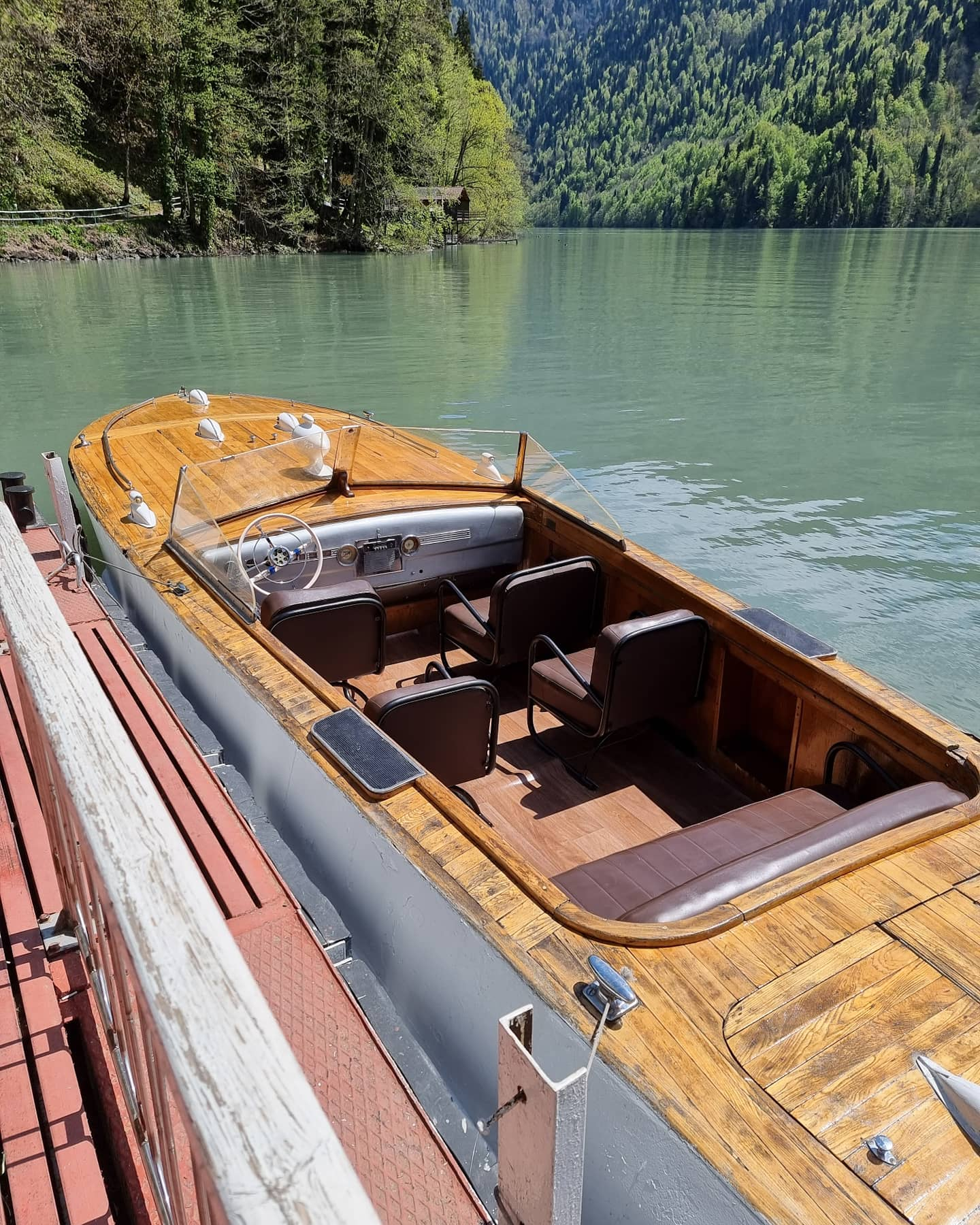
Катер проекта 370 М

В 1949 году на Ленинградском заводе ССЗ №5 (впоследствии Ленинградский экспериментальный завод спортивного судостроения) началось проектирование служебно-разъездного и пограничного катера проекта 370 У. 
В период с 1950 по 1959 год вышла небольшая серия из 17 судов (по другим источникам катеров проекта 370 У было выпущено всего 9), которые были распределены по всему СССР. Четыре катера проекта 370 У, с тентами, окрашенные в белый цвет с красной ватерлинией, по 2 на каждую госдачу (имеется в виду пирс на госдаче №5 и пирс на госдаче №11) были доставлены на озеро Рица весной 1950 года. На катере данной конструкции и совершал прогулки по озеру Рица И.В. Сталин с 1950 по 1951 год. После его смерти данные плавсредства перешли к новым хозяевам, а именно к Н. С Хрущёву и его ближайшим соратникам по партии, которые также интенсивно использовали катера проекта 370У вплоть по 1965 года.
Охрана Сталина перемещалась по озеру Рица на глиссере НКЛ-5 производства завода №41, выполненном в спецкомплектации для ГУГБ НКВД СССР ещё до войны.